# Фа (літера)

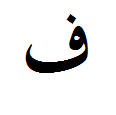
Ізольована форма літери

Фа (араб. فاء‎‎‎; фа̄’) — двадцята літера арабської абетки, позначає звук [f].
В ізольованій та кінцевій позиціях фа має вигляд ـف; в початковій — فـ; в серединній — ـفـ.
Фа належить до місячних літер.
Літері відповідає число 80.
В перській мові ця літера має назву «фе» (перс. فه), звучить як [f].

## В юнікоді
| Юнікод         | U+0641            |
| Ім'я в юнікоді | ARABIC LETTER FEH |
| HTML           | &#1601;           |
| ISO 8859-6     | 0xe1              |